# Токсикометрия
Токсикометрия — теоретический раздел токсикологии, который ведёт изыскания в области создания и усовершенствования методов количественной оценки токсичности различных химических веществ и соединений. Его практический раздел (практическая токсикометрия) представляет собой повседневную работу токсикологов по определению токсичности различных лабораторных образцов.